# Fernand Petiot
Pour les articles homonymes, voir Petiot.
 (mai 2021).
La mise en forme du texte ne suit pas les recommandations de Wikipédia : il faut le « wikifier ».
Les points d'amélioration suivants sont les cas les plus fréquents :
- Les titres sont pré-formatés par le logiciel. Ils ne sont ni en capitales, ni en gras.
- Le texte ne doit pas être écrit en capitales (les noms de famille non plus), ni en gras, ni en italique, ni en « petit »…
- Le gras n'est utilisé que pour surligner le titre de l'article dans l'introduction, une seule fois.
- L'italique est rarement utilisé : mots en langue étrangère, titres d'œuvres, noms de bateaux, etc.
- Les citations ne sont pas en italique mais en corps de texte normal. Elles sont entourées par des guillemets français : « et ».
- Les listes à puces sont à éviter, des paragraphes rédigés étant largement préférés. Les tableaux sont à réserver à la présentation de données structurées (résultats, etc.).
- Les appels de note de bas de page (petits chiffres en exposant, introduits par l'outil «  Source ») sont à placer entre la fin de phrase et le point final[comme ça].
- Les liens internes (vers d'autres articles de Wikipédia) sont à choisir avec parcimonie. Créez des liens vers des articles approfondissant le sujet. Les termes génériques sans rapport avec le sujet sont à éviter, ainsi que les répétitions de liens vers un même terme.
- Les liens externes sont à placer uniquement dans une section « Liens externes », à la fin de l'article. Ces liens sont à choisir avec parcimonie suivant les règles définies. Si un lien sert de source à l'article, son insertion dans le texte est à faire par les notes de bas de page.
- La présentation des références doit suivre les conventions bibliographiques. Il est recommandé d'utiliser les modèles {{Ouvrage}}, {{Chapitre}}, {{Article}}, {{Lien web}} et/ou {{Bibliographie}}. Le mode d'édition visuel peut mettre en forme automatiquement les références.
- Insérer une infobox (cadre d'informations à droite) n'est pas obligatoire pour parachever la mise en page.

Pour une aide détaillée, merci de consulter Aide:Wikification.
Si vous pensez que ces points ont été résolus, vous pouvez retirer ce bandeau et améliorer la mise en forme d'un autre article.
Fernand Petiot, né le 19 février 1900 dans le 17e arrondissement de Paris et mort à Canton (Ohio) le 6 janvier 1975, est un barman qui dit avoir créé le Bloody Mary, un cocktail populaire.

## Biographie
Petiot naît dans l'industrie hôtelière à Paris en 1900, où ses parents tiennent une grande pension de famille. Il aide sa mère dans la cuisine dès son plus jeune âge. Il devient garçon de cuisine au New York Bar à Paris à l'âge de 16 ans et se marie à seulement 18 ans.
Petiot, connu sous son surnom de « Pete », devient barman sous Harry MacElhone au New York Bar, plus tard connu sous le nom de Harry's New York Bar. Il y aurait inventé le premier cocktail Bloody Mary au début des années 1920, selon sa petite-fille [Pas dans la source] et Al Thompson. Le New York Bar est alors le lieu de rencontre des expatriés américains tels qu'Ernest Hemingway, et les vedettes de cinéma et autres célébrités de l'époque, comme Ava Gardner, Rex Harrison, Douglas Fairbanks Junior, Salvador Dalí et Joe DiMaggio. Selon les traditions du bar, le Bloody Mary a été improvisé pour un petit groupe d'amis, et se composait au départ uniquement de vodka et de jus de tomate. Il est également banquier non officiel pour les soldats américains.
Petiot établit un record à Paris lors d'un concours de bière le 15 juin 1925, en buvant un verre de deux litres de bière en 46,5 secondes.
Après une courte période à l'hôtel Savoy de Londres, Petiot déménage aux États-Unis en 1925. Après un séjour à Canton, dans l'Ohio, où il rencontre sa deuxième épouse Ruth, il devient barman en chef à l'hôtel St. Regis de New York en 1933-34, ayant finalement un personnel de 17 barmen sous ses ordres. L'un des clients réguliers les plus célèbres de Petiot est le gangster Frank Costello.
Petiot travaille au St. Regis comme l'un des barmen les plus populaires de New York jusqu'à sa retraite en 1966. Il retourne alors à Canton, dans l'Ohio, où il sert parfois au restaurant Mergus. Petiot a affirmé avoir servi des boissons à tous les présidents américains de 1934 à 1972, à l'exception de Lyndon B. Johnson.
Il meurt à Canton au début de janvier 1975 à l'âge de 74 ans.

## Création du Bloody Mary
Selon Fernand Petiot, les deux premiers clients pour qui il a composé la boisson « étaient de Chicago, et ils disent qu'il y a un bar là-bas appelé le Bucket of Blood. Et il y a une serveuse là-bas que tout le monde appelle Bloody Mary. Un des garçons a dit que la boisson lui rappelait Bloody Mary, et le nom est resté. » Après son déménagement aux États-Unis, Petiot a d'abord ajouté du sel, du citron et de la sauce Tabasco - maintenant considérés comme des ingrédients essentiels - au Bloody Mary afin de satisfaire les demandes des clients américains d'une boisson plus épicée. Le magazine New Yorker a cité Petiot comme disant : « J'ai initié le Bloody Mary d'aujourd'hui », [il nous a dit,] « George Jessel a dit qu'il l'avait créé, mais ce n'était vraiment rien d'autre que de la vodka et du jus de tomate quand je l'ai repris. Je recouvre le fond du shaker avec quatre gros traits de sel, deux traits de poivre noir, deux traits de poivre de Cayenne et une couche de sauce Worcestershire ; J'ajoute ensuite un filet de jus de citron et de la glace pilée, je mets deux onces de vodka et deux onces de jus de tomate épais, secoue, filtre et verse. » Les origines du nom et de la recette sont controversées; voir l'article Bloody Mary pour plus de précisions.
Dans les années 1930, Petiot essaye sans succès de changer le nom du Bloody Mary en « Red Snapper ».